# John Adams (1825-1864)
Pour les articles homonymes, voir John Adams et Adams.
John Adams (1er juillet 1825 - 30 novembre 1864) est un officier de l'armée des États-Unis. Avec le début de la guerre de Sécession, il démissionne et rejoint l'armée des États Confédérés, se hissant au rang de brigadier général avant d'être tué au combat.

## Biographie

### Avant la guerre
Adams naît à Nashville, Tennessee, de parents immigrants irlandais. Il est diplômé de l'académie militaire de West Point en 1846, classé 25e de sa promotion. Il est nommé second lieutenant dans le 1st Dragoons, servant sous les ordres du capitaine Philip Kearny. Adams est breveté pour acte de bravoure au cours de la guerre américano-mexicaine lors de la bataille de Santa Cruz de Rosales. Après la guerre, Adams sert sur la frontière de l'ouest, principalement en Californie. Il est ensuite promu premier lieutenant et capitaine. En tant que lieutenant-colonel de la milice de l'État, il est aide-de-camp du gouverneur du Minnesota en 1853.

### Guerre de Sécession
Avec la sécession du Tennessee, Adams démissionne de sa commission dans l'armée des États-Unis au début de 1861 et rejoint l'armée des Confédérés peu de temps après, en tant que capitaine dans la cavalerie. Il est affecté alors à Memphis, Tennessee. Il est nommé colonel en 1862, et brigadier général en décembre de la même année, remplaçant le défunt Lloyd Tilghman au commandement de sa brigade d'infanterie. Adams sert entièrement sur le théâtre occidental et est félicité dans plusieurs rapports officiels pour son leadership. Il est particulièrement visible au cours de la campagne d'Atlanta, où il affiche de nouveau une bravoure personnelle ainsi qu'un talent pour les tactiques sur le champ de bataille. Sa brigade est choisie pour diriger l'avance de l'armée de John Bell Hood dans le Tennessee.
Lors de la seconde bataille de Franklin en 1864, la brigade d'Adams prend d'assaut des ouvrages tenus par la 3rd division du brigadier général Jacob Cox. Adams est d'abord sérieusement blessé au bras droit près du coude, mais refuse de quitter le champ de bataille. Au lieu de cela, il mène une charge contre les positions de l'Union et est tué alors qu'il enjambe une barricade,. Il est l'un des six généraux confédérés à périr lors de la défaite. Un colonel de l'Indiana qui est témoin de sa mort, écrit plus tard :

« Le général Adams monta jusqu'à nos ouvrages et, encourageant ses hommes, fit une tentative pour faire sauter de son cheval au-dessus eux. Le cheval tomba sur le haut de la digue et le général se retrouva coincé sous lui, percé de [neuf] balles. Dès que la charge a été repoussée, nos hommes ont jailli hors des ouvrages et ont soulevé le cheval, tandis que d'autres ont tiré le général sous lui. Il était parfaitement conscient et savait quel était son sort. Il demanda de l'eau, comme tous les hommes en train de mourir  dans les batailles pendant que le sang s'écoule hors de leur corps. Un de mes hommes lui a donné une gourde d'eau, tandis qu'un autre a apporté une brassée de coton en provenance d'un vieil égreneur à proximité et en fit un oreiller. Le général remercia avec courtoisie, et en réponse à l'expression de notre douleur à son triste sort, il dit, « C'est le destin d'un soldat que de mourir pour son pays », et expira. »

— Vétéran Confédéré, Juin 1897.
Adams laisse une veuve avec quatre fils et deux filles.